# Neogovea virginie
Neogovea virginie – gatunek kosarza z podrzędu Cyphophthalmi i rodziny Neogoveidae.